# Ейджа Мухаммад
Ейджа Мухаммад (англ. Asia Muhammad) — американська тенісистка, що спеціалізується на парній грі.
Тенісистка народилася в Каліфорнії в спортивній родині. Її батьки грали в баскетбол на студентському рівні, а брат виступав у НБА.

## Значні фінали

### Турніри WTA 1000

#### Парний розряд: 4 (2 титули)
| Результат | Дата | Турнір            | Поверхня | Партнерка       | Супротивниці                    | Рахунок          |
| --------- | ---- | ----------------- | -------- | --------------- | ------------------------------- | ---------------- |
| Поразка   | 2022 | Indian Wells Open | Хард     | Ена Сібахара    | Сюй Іфань Ян Чжаосюань          | 5–7, 6–7(4–7)    |
| Перемога  | 2024 | Cincinnati Open   | Хард     | Ерін Рутліфф    | Лейла Фернандес Юлія Путінцева  | 3–6, 6–1, [10–4] |
| Поразка   | 2024 | Wuhan Open        | Хард     | Джессіка Пегула | Ірина Хромачова Анна Даніліна   | 3–6, 6–7(6–8)    |
| Перемога  | 2025 | Indian Wells Open | Тверде   | Демі Схюрс      | Тереза Михалкова Олівія Ніколлз | 6–2, 7–6(7–4)    |

## Фінали турнірів WTA

### Парний розряд: 17 (13 титулів)
| Легенда          |
| ---------------- |
| Grand Slam (0–0) |
| WTA 1000 (2–2)   |
| WTA 500 (3–1)    |
| WTA 250 (8–1)    |

| За поверхнею |
| ------------ |
| Хард (10–3)  |
| Ґрунт (0–1)  |
| Трава (2–0)  |
| Килим (1–0)  |

| Результат | В–П  | Дата        | Турнір                                | Статус        | Поверхня  | Партнерка          | Супротивниці                         | Рахунок               |
| --------- | ---- | ----------- | ------------------------------------- | ------------- | --------- | ------------------ | ------------------------------------ | --------------------- |
| Перемога  | 1–0  | Чер 2015    | Rosmalen Open, Нідерланди             | International | Трава     | Лаура Зігемунд     | Єлена Янкович Анастасія Павлюченкова | 6–3, 7–5              |
| Перемога  | 2–0  | Вер 2016    | Guangzhou Open, КНР                   | International | Хард      | Пен Шуай           | Ольга Говорцова Віра Лапко           | 6–2, 7–6(7–3)         |
| Перемога  | 3–0  | Вер 2018    | Tournoi de Quebec, Канада             | International | Килим (i) | Марія Санчес       | Дарія Юрак Ксенія Кнолль             | 6–4, 6–3              |
| Перемога  | 4–0  | Кві 2019    | Monterrey Open, Мексика               | International | Хард      | Марія Санчес       | Монік Адамчак Джессіка Мор           | 7–6(7–2), 6–4         |
| Перемога  | 5–0  | Січ 2020    | Auckland Open, Нова Зеландія          | International | Хард      | Тейлор Таунсенд    | Серена Вільямс Каролін Возняцкі      | 6–4, 6–4              |
| Перемога  | 6–0  | Бер 2021    | Monterrey Open, Мексика (2)           | WTA 250       | Хард      | Керолайн Долегайд  | Гетер Вотсон Чжен Сайсай             | 6–2, 6–3              |
| Перемога  | 7–0  | Січ 2022    | Melbourne Summer Set, Австралія       | WTA 250       | Хард      | Джессіка Пегула    | Сара Еррані Ясмін Паоліні            | 6–3, 6–1              |
| Поразка   | 7–1  | Бер 2022    | Indian Wells Open, США                | WTA 1000      | Хард      | Ена Сібахара       | Сюй Іфань Ян Чжаосюань               | 5–7, 6–7(4–7)         |
| Поразка   | 7–2  | Вер 2022    | Korea Open, Південна Корея            | WTA 250       | Хард      | Сабріна Сантамарія | Крістіна Младенович Яніна Вікмаєр    | 3–6, 2–6              |
| Перемога  | 8–2  | Січ 2023    | Adelaide International, Австралія     | WTA 500       | Хард      | Тейлор Таунсенд    | Сторм Гантер Катержина Сінякова      | 6–2, 7–6(7–2)         |
| Перемога  | 9–2  | Лют 2024    | Transylvania Open, Румунія            | WTA 250       | Хард (з)  | Кеті Макнеллі      | Гаррієт Дарт Тереза Мігалікова       | 6–3, 6–4              |
| Поразка   | 9–3  | травня 2024 | Internationaux de Strasbourg, Франція | WTA 500       | Ґрунт     | Алділа Сутдж'яді   | Крістіна Букша Моніка Нікулеску      | 6–3, 4–6, [6–10]      |
| Перемога  | 10–3 | Сер 2024    | Washington Open, США                  | WTA 500       | Хард      | Тейлор Таунсенд    | Цзян Сіньюй У Фансьєнь               | 7–6(7–0), 6–3         |
| Перемога  | 11–3 | Сер 2024    | Cincinnati Open, США                  | WTA 1000      | Хард      | Ерін Рутліфф       | Лейла Фернандес Юлія Путінцева       | 3–6, 6–1, [10–4]      |
| Поразка   | 11–4 | Жов 2024    | Wuhan Open, КНР                       | WTA 1000      | Хард      | Джессіка Пегула    | Ірина Хромачова Анна Даніліна        | 3–6, 6–7(6–8)         |
| Перемога  | 12–4 | Бер 2025    | BNP Paribas Open                      | WTA 1000      | Тверде    | Демі Схюрс         | Тереза Михалкова Олівія Ніколлз      | 6–2, 7–6(7–4)         |
| Перемога  | 13–4 | Чер 2025    | Queen's Club Championships            | WTA 500       | Трава     | Демі Схюрс         | Анна Даніліна Діана Шнайдер          | 7–5, 6–7(3–7), [10–4] |

## Фінали турнірів WTA Challenger

### Парний розряд: 9 (5 титулів)
| Результат | В–П | Дата     | Турнір                          | Поверхня | Партнерка        | Супротивниці                       | Рахунок               |
| --------- | --- | -------- | ------------------------------- | -------- | ---------------- | ---------------------------------- | --------------------- |
| Поразка   | 0–1 | Лис 2016 | Hawaii Open, США                | Хард     | Ніколь Гіббс     | Ері Ходзумі Мію Като               | 7–6(7–3), 3–6, [8–10] |
| Поразка   | 0–2 | Лис 2017 | Hawaii Open, США                | Хард     | Ері Ходзумі      | Сє Шуїн Сє Шувей                   | 1–6, 6–7(3–7)         |
| Поразка   | 0–3 | Вер 2018 | Chicago Challenger, США         | Хард     | Марія Санчес     | Мона Бартель Крістина Плішкова     | 3–6, 2–6              |
| Перемога  | 1–3 | Бер 2020 | Indian Wells Challenger, США    | Хард     | Тейлор Таунсенд  | Кеті Макнеллі Джессіка Пегула      | 6–4, 6–4              |
| Перемога  | 2–3 | Лис 2021 | Midland Tennis Classic, США     | Хард (i) | Гаррієт Дарт     | Пеангтарн Пліпуеч Алділа Сутдж'яді | 6–3, 2–6, [10–7]      |
| Перемога  | 3–3 | Сер 2022 | Vancouver Open, Канада          | Хард     | Мію Като         | Тімеа Бабош Анджела Куліков        | 6–3, 7–5              |
| Перемога  | 4–3 | Лис 2022 | Midland Tennis Classic, США (2) | Хард (i) | Алісія Паркс     | Анна-Лена Фрідзам Надія Кіченок    | 6–2, 6–3              |
| Поразка   | 4–4 | Тра 2023 | Firenze Ladies Open, Італія     | Ґрунт    | Джуліана Ольмос  | Вівіан Гайсен Інгрід Ніл           | 6–1, 2–6, [8–10]      |
| Перемога  | 5–4 | Тра 2024 | Clarins Open, Франція           | Ґрунт    | Алділа Сутдж'яді | Моніка Нікулеску Чжу Лінь          | 7–6(7–3), 4–6, [11–9] |

1. 1 2  Турніри International у 2021 році отримали статус турніри WTA 250.